# Кюпцы
Кюпцы́ — село в Усть-Майском улусе Республики Саха (Якутия) России. Административный центр Кюпского национального наслега.

## География
Село находится в восточной части Якутии, в пределах восточной части Приленского плато, на левом берегу реки Алдан, на расстоянии примерно 62 км (по прямой) к северо-востоку от посёлка городского типа Усть-Мая, административного центра улуса. Абсолютная высота — 143 м над уровнем моря.
Климат
Климат характеризуется как резко континентальный. Средняя температура воздуха самого тёплого месяца (июля) составляет 18 °C; самого холодного (января) — −42,2 °C. Среднегодовое количество атмосферных осадков составляет 302 мм.
Часовой пояс
Село Кюпцы находится в часовой зоне МСК+6. Смещение применяемого времени относительно UTC составляет +9:00.

## Население
| 2002 | 2010 | 2021 |
| ---- | ---- | ---- |
| 623  | ↘464 | ↗502 |

Половой состав
По данным Всероссийской переписи населения 2010 года, в гендерной структуре населения мужчины составляли 47 %, женщины — соответственно 53 %.
Национальный состав
Согласно результатам переписи 2002 года, в национальной структуре населения эвенки составляли 66 % из 623 чел.

## Улицы
| - ул. Алданская, - ул. Апросимова, - ул. Атласова, - ул. Береговая, | - пер. Берёзовый, - ул. Лесная, - ул. Молодёжная, - ул. Мэккинская, | - ул. Озёрная, - ул. Советская, - ул. Сосновая. |

## Инфраструктура
В селе функционируют детский сад, школа, дом культуры, участковая больница, поликлиника, речная пристань и авиаплощадка.